# Divisão N.º 11 (Terra Nova e Labrador)
A Divisão N.º 11 é uma das onze divisões do censo da província canadense de Terra Nova e Labrador, compreende a área da província chamada de Nunatsiavut. Como todas as divisões do censo em Terra Nova e Labrador, mas ao contrário das divisões do censo de algumas outras províncias, a divisão existe apenas como uma divisão estatística para os dados do censo, e não é uma entidade política.
No Censo de 2016 do Canadá, a divisão tinha uma população de 2558 habitantes e uma área de terra de 69.371,46 km2.